# Донный газогенератор

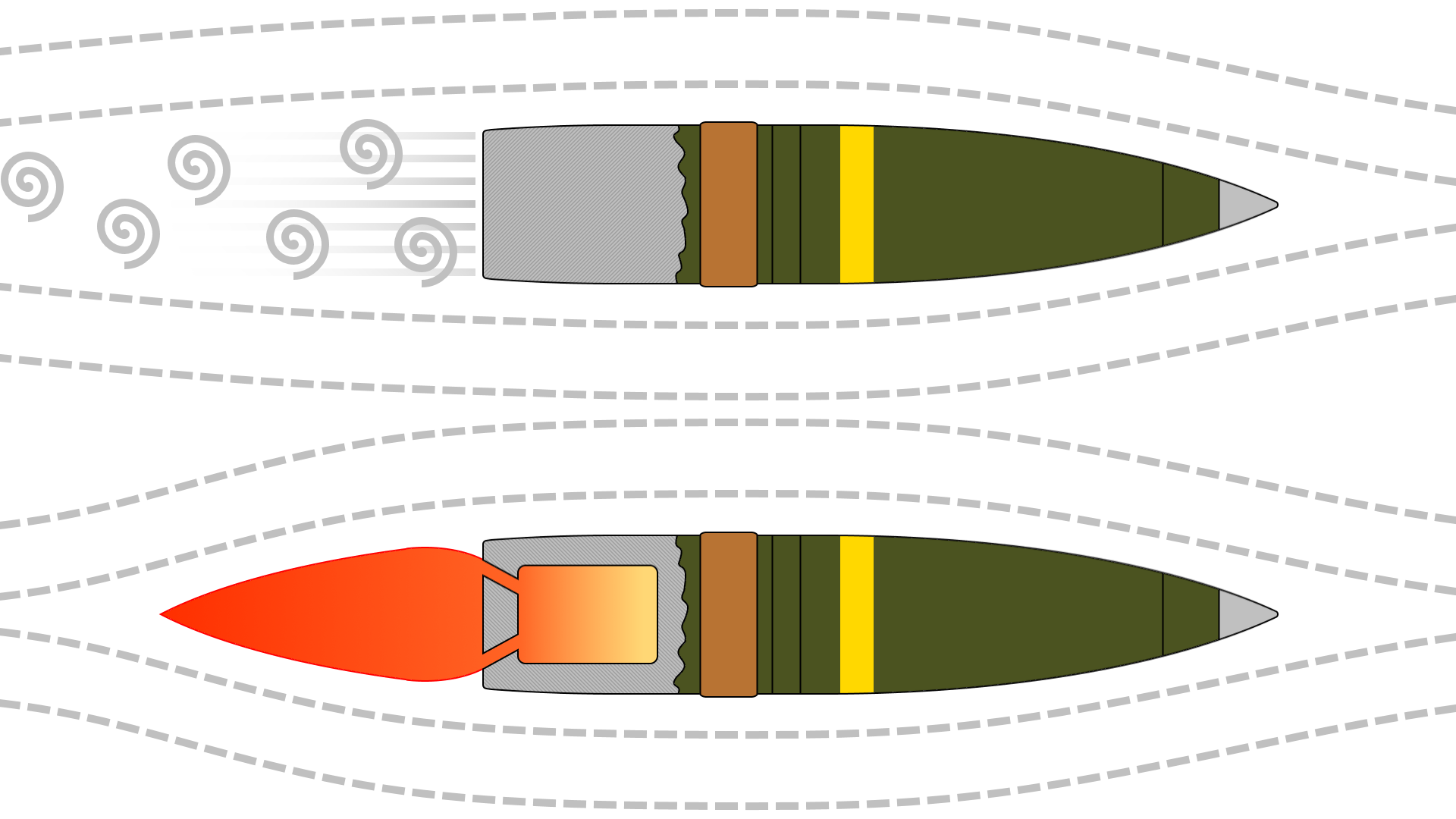
Принцип действия донного газогенератора.
Струя газов уменьшает турбулентность за снарядом.

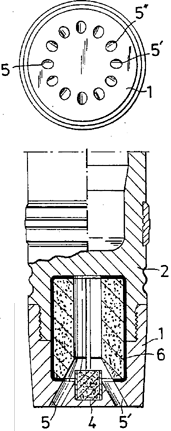
Схема донного газогенератора. Вверху показана нижняя часть корпуса и расположение сопел. Внизу — боковой разрез газового генератора.
1. корпус газогенератора
2. корпус снаряда
4. запальный капсюль газогенератора
5. сопла газогенератора

Донный газогенератор — устройство в задней части некоторых артиллерийских снарядов, обеспечивающий заполнение их задонного пространства газами, что позволяет увеличить их дальность полёта на 20–35%.

## Принцип действия
Наибольшее сопротивление воздуха на артиллерийский снаряд оказывает процесс, происходящий около его носовой части — выталкивание воздуха с его пути и возникающая на сверхзвуковых скоростях ударная волна. Путем выбора надлежащей формы снаряда удается минимизировать лобовое сопротивление. Тем не менее, еще одним существенным источником аэродинамического сопротивления является область разреженного воздуха, образующаяся за донной частью снаряда. Однако эту часть аэродинамического сопротивления уже трудно устранить только путём изменения формы снаряда, поскольку невозможно изменить сколь-нибудь существенно острый передний конец снаряда и широкий плоский задний конец, воспринимающий давление пороховых газов при прохождении ствола орудия.
Одним из способов уменьшения этого сопротивления без удлинения задней части оболочки снаряда является заполнение полости за дном снаряда газами. Для этого в заднюю часть снаряда встраивается газовырабатывающий элемент. Газовый генератор обеспечивает небольшую тягу, и, что важнее, заполняет разреженное пространство позади снаряда пороховыми газами, что значительно снижает сопротивление. За счет снижения турбулентности потока воздуха также увеличивается точность. Недостатком является увеличение цены снаряда и (ранее) потеря в весе заряда из-за установки газогенератора, но современные газогенераторы меньше по размеру и встроены в корпус снаряда. Установка газогенератора не считается целесообразной для артсистем небольшой дальности, но для систем со значительной дальностью стрельбы газогенератор дает существенный прирост дальности, составляющий для различных калибров от 5 до 15 км. Снаряды с донным газогенератором, которые следует отличать от активно-реактивных снарядов, получают всё большее распространение в современных артиллерийских орудиях.
Снаряды с донным газогенератором позволяют увеличить дальность стрельбы примерно на 20–30 процентов. Например, для типичного орудия по стандарту НАТО дальность стрельбы увеличивается примерно с 23 до 28,5 км. Дальность стрельбы самоходной артиллерийской установки PzH 2000 была увеличена примерно на 40 процентов до 56 км с помощью комбинированной системы из донного газогенератора и реактивной установки.

## История создания
Принцип был разработан в Швеции в конце 1960-х годов, Шведским агентством оборонных исследований и артиллерийским бюро DMA. Цель проекта состояла в том, чтобы увеличить дальность стрельбы береговой артиллерии. К 1966 году был сделан вывод о том, что небольшой, медленно горящий заряд должен снизить разрежение за донной частью снаряда, и, следовательно, увеличить дальность в связи с уменьшением сопротивления. 
Первые полномасштабные испытания проводились в 1969 году с модифицированными 10,5 см снарядами и дали отличные результаты. Концепция была быстро реализована в 7,5 см системах, используемых в береговых укреплениях, а затем и всех противокорабельных снарядов шведских ВС.
Поскольку газовый генератор для 12 см орудия sjömålsgranat м/70 был изготовлен компанией в США, классификация «секретно» была исключена из патента. Вскоре после этого, международного права были проданы «Корпорации космических исследований» (Space Research Corporation /SRC/), принадлежавшей Джеральду Буллу.

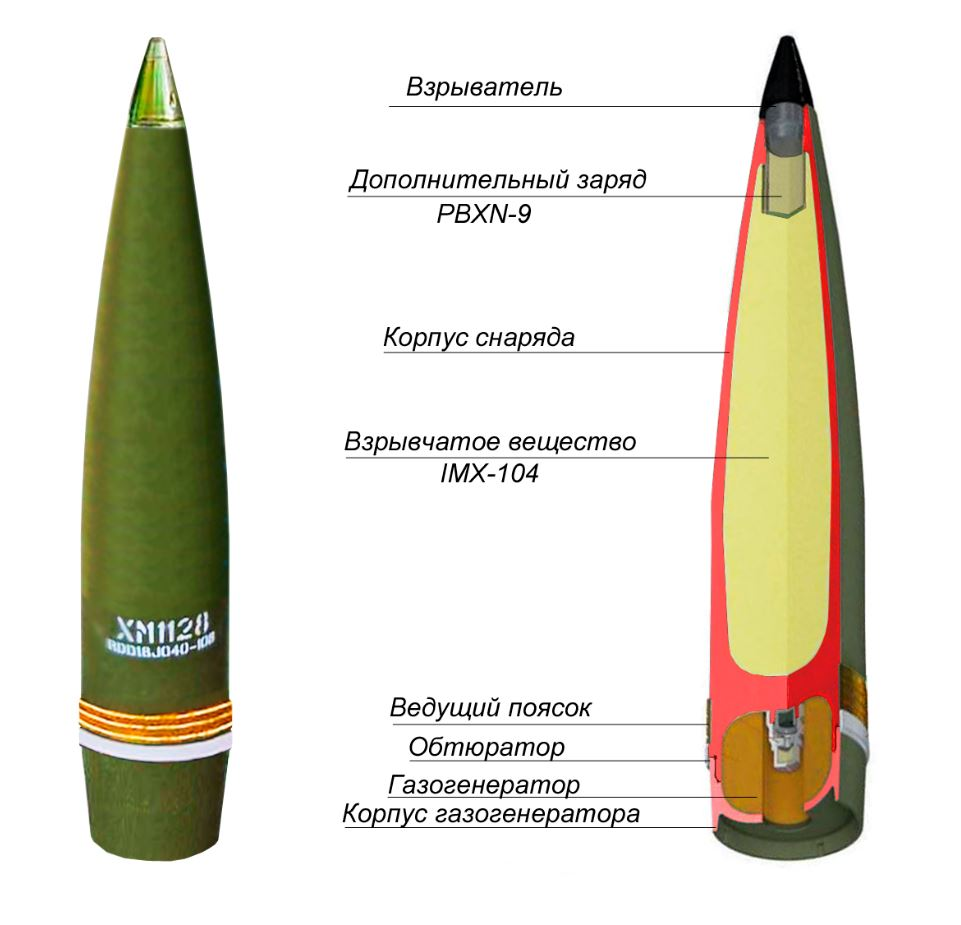
Снаряд M1128. Внешний вид и устройство. Снаряд имеет бо́льшую (30 км против 22,5км) дальность стрельбы относительно своего предшественника - снаряда M795, что достигнуто благодаря более совершенной в плане аэродинамики форме и применению донного газогенератора.

На данный момент известно, что донными газогенераторами оснащены 155-мм снаряд Excalibur (США), 155-мм снаряд Anti-tank Smart Munition (Корея), 155-мм снаряд WS-35B (Китай).